# Simon Makienok
Simon Makienok Christoffersen, né le 21 novembre 1990 à Næstved, est un footballeur international danois évoluant au poste d'attaquant.

## Statistiques
| Saison    | Club        | Pays         | Championnat         | Coupes nationales | Coupes d'Europe | Danemark |
| --------- | ----------- | ------------ | ------------------- | ----------------- | --------------- | -------- |
| 2008-2009 | Herfølge BK | 1st Division | 4 matchs            | ?                 | -               | -        |
| 2009-2010 | HB Køge     | SAS Ligaen   | 11 matchs / 1 but   | ?                 | -               | -        |
| 2010-2011 | HB Køge     | 1st Division | 28 matchs / 16 buts | ?                 | -               | -        |
| 2011-2012 | HB Køge     | SAS Ligaen   | 17 matchs / 5 buts  | ?                 | -               | -        |
| 2011-2012 | Brøndby IF  | SAS Ligaen   | 14 matchs / 5 buts  | ?                 | -               | -        |
| 2012-2013 | Brøndby IF  | SAS Ligaen   | 31 matchs / 15 buts | 3 matchs          | -               | 4 matchs |

Dernière mise à jour le 30 mai 2013